# Lac Bienville
Lac Bienville är en sjö i Kanada. Den ligger i regionen Nord-du-Québec i provinsen Québec, i den östra delen av landet. Lac Bienville ligger 426 meter över havet och arean är 1 249 kvadratkilometer. Trakten ingår i den boreala klimatzonen.